# ADC flaix

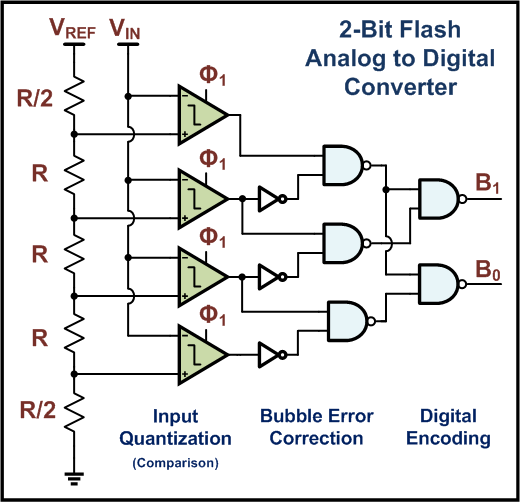
Un exemple d'implementació d'ADC flash de 2 bits amb correcció d'errors de bombolles i codificació digital.

Un ADC flaix (també conegut com a ADC de conversió directa) és un tipus de convertidor analògic a digital que utilitza una escala de tensió lineal amb un comparador a cada "esglaó" de l'escala per comparar la tensió d'entrada amb tensions de referència successives. Sovint aquestes escales de referència estan construïdes amb moltes resistències; tanmateix, les implementacions modernes mostren que la divisió capacitiva de tensió també és possible. La sortida d'aquests comparadors s'alimenta generalment a un codificador digital, que converteix les entrades en un valor binari (les sortides recollides dels comparadors es poden considerar un valor unari).

## Beneficis i inconvenients
Els convertidors de flaix són d'alta velocitat en comparació amb molts altres ADC, que solen restringir la resposta "correcta" en una sèrie d'etapes. Tanmateix, en comparació amb aquests, un convertidor de flaix també és bastant senzill i, a part dels comparadors analògics, només requereix lògica per a la conversió final a binari.
Per obtenir la millor precisió, sovint s'insereix un circuit de seguiment i retenció davant de l'entrada ADC. Això és necessari per a molts tipus ADC (com els ADC d'aproximació successius), però per als ADC flash, no hi ha cap necessitat real perquè els comparadors són els dispositius de mostreig. Un convertidor de flaix requereix molts comparadors en comparació amb altres ADC, especialment a mesura que augmenta la precisió. Per exemple, requereix un convertidor de flaix {\displaystyle 2^{n}-1} comparadors per a una conversió de n bits. La mida, el consum d'energia i el cost de tots aquests comparadors fan que els convertidors de flaix generalment no siguin pràctics per a precisions molt superiors a 8 bits (255 comparadors). En lloc d'aquests comparadors, la majoria dels altres ADC substitueixen circuits lògics i/o analògics més complexos que es poden escalar més fàcilment per augmentar la precisió.

## Implementació
Els ADC flash s'han implementat en moltes tecnologies, que van des de tecnologies bipolars basades en silici (BJT) i FET d'òxid metàl·lic complementari (CMOS) fins a tecnologies III-V poc utilitzades. Aquest tipus d'ADC s'utilitza sovint com a primera verificació de circuits analògics de mida mitjana.Les primeres implementacions consistien en una escala de referència de resistències ben combinades connectades a una tensió de referència. Cada toc de l'escala de resistència s'utilitza per a un comparador, possiblement precedit d'una etapa d'amplificació i, per tant, genera un 0 o 1 lògic segons si la tensió mesurada està per sobre o per sota de la tensió de referència del divisor de tensió. El motiu per afegir un amplificador és doble: amplifica la diferència de tensió. Per tant, suprimeix el desplaçament del comparador i també es suprimeix fortament el soroll de retrocés del comparador cap a l'escala de referència. Normalment es produeixen dissenys de 4 bits fins a 6 bits i, de vegades, de 7 bits.

## Aplicació
La freqüència de mostreig molt alta d'aquest tipus d'ADC permet aplicacions d'alta freqüència (normalment en un rang d'uns pocs GHz) com la detecció de radar, receptors de ràdio de banda ampla, equips de prova electrònics i enllaços de comunicació òptica. A més, l'ADC de flaix sovint està incrustat en un gran circuit integrat que conté moltes funcions de descodificació digital.
A més, un petit circuit ADC de flaix pot estar present dins d'un bucle de modulació delta-sigma.
Els ADC flaix també s'utilitzen a la memòria flaix NAND, on s'emmagatzemen fins a 3 bits per cel·la com a nivell de 8 voltatges a les portes flotants.